# Red (álbum de King Crimson)
Red es el séptimo álbum de estudio de la banda británica de rock progresivo King Crimson, lanzado el 6 de octubre de 1974 a través de Island Records en el Reino Unido y Atlantic Records en Norteamérica y Japón. El álbum fue grabado en Olympic Studios en Londres en julio y agosto de 1974 y producido por la propia banda. El tema "Providence" fue una improvisación libre grabada en su concierto del 30 de junio de 1974 en el Palace Theatre de la ciudad del mismo nombre. Partes de algunas de las piezas fueron concebidas durante improvisaciones previas realizadas por la banda en vivo. "Starless" se consideró originalmente para su álbum anterior, Starless and Bible Black (1974), pero se la consideró incompleta en ese momento. La versión larga incluida en este álbum fue refinada e interpretada durante los conciertos realizados a lo largo de 1974.
Red es un álbum de rock progresivo con un sonido notablemente más pesado que sus álbumes anteriores; Más tarde, fue llamado uno de los 50 "álbumes más pesados de todos los tiempos" por la revista Q. Esto se logró con las actuaciones de solo tres miembros de la banda: el guitarrista Robert Fripp, el bajista y vocalista John Wetton y el baterista Bill Bruford. El sonido denso del álbum se creó mediante el uso de capas significativas, múltiples sobregrabaciones de guitarra y apariciones clave de músicos como el miembro fundador de King Crimson, Ian McDonald, el oboísta clásico Robin Miller y el trompetista de jazz inglés Marc Charig.
Aproximadamente dos semanas antes del lanzamiento de Red, King Crimson se disolvió. El álbum resultó ser su álbum con las listas más bajas en ese momento, pasando solo una semana en la lista de álbumes del Reino Unido en el n. ° 45 y en el Billboard 200 de EE. UU. En el n. ° 66. Sin embargo, fue bien recibido entre los fanáticos y los críticos. Ha recibido más elogios retrospectivamente, siendo reconocido como uno de los mejores trabajos de la banda y ha sido reeditado muchas veces.

## Antecedentes
Cerca de la conclusión de la gira de King Crimson por Estados Unidos y Canadá en 1974, se tomó la decisión de pedirle a David Cross que dejara la banda. El sello discográfico EG, que gerenciaba la banda, instó a Fripp a no decirle a Cross hasta después de la fecha final de la gira, pero no podría hacerlo de ningún modo ya que Fripp no volvería de los Estados Unidos hasta después de que Cross regresara a Europa. Fripp acordó con la gerencia de EG de que le dirían a Cross, "con la condición de que le dijeran a [Cross] que me oponía a no decírselo personalmente". A pesar de llegar a este acuerdo, EG no le diría a Cross hasta el día antes de que comenzara la grabación de Red.
Red se grabó en el estudio 2 de los Olympic Studios de Barnes, Londres. La banda se reencontró con el ingeniero de grabación George Chkiantz, que ya había trabajado con ellos en Starless y Bible Black. Chkiantz recordaba a Fripp colocándose a sí mismo y a su amplificador de guitarra en la cabina del batería, "sentado en un taburete con la luz apagada, muy posiblemente con la puerta abierta, básicamente tocando cuando ya contaba con el material". Una vez que Bruford ya no fue necesario en el estudio, se fue a su casa en bicicleta, dejando a Wetton y Chkiantz para grabar las voces. Una vez grabadas las pistas de acompañamiento, la banda recuperó a varios colaboradores de álbumes anteriores en lugar de Cross: Robin Miller en el oboe, Mark Charig en la corneta, los exmiembros de King Crimson Ian McDonald y Mel Collins en los saxofones, así como músicos no acreditados en violonchelo y contrabajo.
En Red King Crimson sigue en la dirección establecida por sus dos álbumes anteriores, Larks' Tongues in Aspic and Starless and Bible Black, pero en contraste con esos álbumes, Red presenta una producción más estratificada con múltiples sobregrabaciones, así como la anterior instrumentación de los músicos invitados. El tono más pesado de Red se debió en gran parte a la influencia de la sección rítmica, Wetton y Bruford, a quienes Fripp se ha referido como "una pared de ladrillos voladores". Durante la grabación del álbum, Fripp, cada vez más inseguro respecto de la dirección del grupo, pasó a un segundo plano a la hora de tomar decisiones importantes dejando que Wetton y Bruford se hicieran cargo del contenido final. La semana anterior a la grabación de Red Fripp había descubierto las obras del místico John G. Bennett y decidió tomar "un año sabático ... en el Bennett's Institute" y le ofreció a EG la idea de que McDonald se reincorporara a la banda en su ausencia. Ante la falta de interés por esta idea, Fripp disolvió abruptamente King Crimson el 24 de septiembre de 1974, y Red se publicó dos semanas después.

## Escritura y grabación
Gran parte del material de Red tiene su origen en la improvisación. Los motivos que eventualmente se usarían para "Fallen Angel" fueron interpretados por primera vez por Robert Fripp en 1972, como parte de las improvisaciones realizadas con la formación del quinteto que grabaría Larks' Tongues In Aspic. Estas improvisaciones están documentadas como "Fallen Angel" y "Fallen Angel Hullabaloo" en la caja (box set) Larks 'Tongues in Aspic: The Complete Recordings, así como lanzamientos independientes de sus respectivos conciertos. La introducción distintiva de "One More Red Nightmare" también fue utilizada por John Wetton y Robert Fripp en varias improvisaciones a lo largo de 1974, que se pueden escuchar en las cajas Starless y The Road to Red. Una actuación notable que incluye esta introducción se titula "The Golden Walnut". Por último, "Providence" en sí misma fue una improvisación, tomada del show del grupo el 30 de junio en Providence, Rhode Island. Se incluyó en su forma sin cortes como parte de varios sets en vivo, como The Great Deceiver, así como la edición del 40 aniversario del propio Red.
"Red" fue compuesta por solamente Robert Fripp. En un análisis de la pieza de Andrew Keeling, describe a "Red" como "una pieza instrumental escrita para guitarra eléctrica (multipista en tres capas), bajo y batería", así como "una de las piezas más musculosas de Robert Fripp, en particular, el despliegue de cuerdas al aire y bajo y batería fuertemente atacados y sincopados." En un diario en línea de 2012, Robert Fripp habla sobre el desarrollo de "Red": "Un motivo; movido de [la pieza que falta] "Azul" a "Rojo": el tema de apertura y cierre de "Red" en sí. La figura impulsora e implacable que la sigue, y la figura central interpretada por los bajos, no fueron suficientes para una pieza completa". Hablando de ello en el libro que acompaña a Larks' Tongues in Aspic: The Complete Recordings box set, dice: "Después de que acabáramos de grabar la pista "Red" en [Olympic Studios]... la reproducimos y Bill dijo: 'No la entiendo, pero si me dices que es buena, confío en ti'. ... Dije: 'No tenemos que usarla'. John no tenía ninguna duda: 'La usaremos'". Una variación no utilizada de la sección central de la canción surgiría más tarde en 1983, durante los ensayos de escritura de Three of a Perfect Pair. Aunque no se usó, finalmente vio la luz en 1995, más de dos décadas después, como la sección central del instrumental "VROOOM VROOOM" en THRAK (1995).
"Starless" fue escrita originalmente por Wetton, con la intención de que fuera la canción principal de Starless y Bible Black. En ese momento, la pieza consistía solo en la sección vocal de la canción, y Wetton afirma que tuvo una "recepción fría" tanto de Robert Fripp como de Bill Bruford. Más tarde, Robert Fripp escribió un tema introductorio, David Cross lo interpretó en violín, y se agregaron dos secciones adicionales después de la voz, una de las cuales fue aportada por Bruford. La sección final repite varios temas anteriores de la canción y también reutiliza una parte de bajo que se escribió originalmente para la canción "Fracture" de Starless and Bible Black.[14] Este primer arreglo de "Fracture" se puede escuchar en los discos 1 y 25 de la caja Starless, así como en los lanzamientos independientes de sus respectivos conciertos. La letra pasó por varias iteraciones, con un verso temprano incluido más tarde por Wetton en "Caesar's Palace Blues", una canción que interpretaría con U.K. Dado que el título "Starless and Bible Black" ya se había usado para una improvisación en el álbum anterior del grupo, el título de la canción se acortó a "Starless". En Red, "Starless" se acredita al cuarteto, así como al letrista Richard Palmer-James.

## Embalaje
Durante la fase de mezcla, se discutieron ideas para el título y el diseño del álbum. Se observó que las agujas de los vúmetros de la mesa de mezclas del estudio "rebotaban y se estrellaban bruscamente contra el rojo". Para Wetton, esto simbolizaba hacia dónde se dirigía la música de la banda y, durante un tiempo, iba a influir en la portada de Red. Sin embargo, EG tenía en mente el potencial de marketing del álbum y sugirió que una fotografía de grupo era más fácil de vender, sobre todo para el mercado estadounidense. El director de EG, Mark Fenwick, propuso contratar a John Kosh, quien posteriormente encargó a Gered Mankowitz fotografías de los vúmetros y del grupo, pero las difíciles relaciones del grupo en aquel momento llevaron a tomar la decisión de fotografiar a cada miembro por separado y formar un retrato robot para que pareciera que estaban juntos. El intenso sombreado ha suscitado comparaciones con la portada de With the Beatles (1963). Fripp recordaba: "Detestaba la sesión y me sentía incómodo con todo aquello".
Las letras de las tres canciones del álbum no se incluyeron originalmente como parte del embalaje del álbum, a diferencia de todos los álbumes de estudio anteriores de Crimson, que siempre tenían letras impresas en el interior de las portadas plegables o en las fundas interiores personalizadas. Esto llevó a cierta confusión ocasional entre los oyentes sobre lo que se estaba cantando precisamente, particularmente en la canció n "One More Red Nightmare". [cita requerida] La primera impresión de la letra ocurriría 26 años después del lanzamiento inicial del álbum, en la edición del 30° aniversario editada en el año 2000.

## Lanzamiento y recepción
Publicado en octubre de 1974, Red sólo permaneció una semana en las listas británicas, en el puesto 45, mientras que todos los álbumes de estudio anteriores de la banda habían alcanzado los 30 primeros puestos. En Estados Unidos, alcanzó el puesto 66 del Billboard 200. Sin embargo, siguió siendo un álbum popular entre los fans y la crítica. 
En el momento del lanzamiento, el periodista de Sounds Steve Peacock creía que la disolución del grupo no era más que una estratagema de marketing para aumentar las ventas del álbum. Las críticas retrospectivas fueron rotundamente positivas. En las suyas, AllMusic declaraba que Red era más flojo que sus dos predecesores, pero aun así una obra superlativa: "pocos grupos intactos podrían haber conseguido un álbum tan bueno como Red. El hecho de que lo haya hecho una banda agonizante lo convierte en un logro aún más impresionante." Robert Christgau también aplaudió el álbum, después de haber sido generalmente crítico con el trabajo anterior del grupo, calificándolo de " Grandioso, poderoso, chirriante y sorprendentemente lírico" y comentando que "esto hace por la fusión clásico-rock lo que Devotion de John McLaughlin hizo por la fusión jazz-rock". Greg Kot, de The Chicago Tribune, elogió a Red como "el mejor momento del rock progresivo". El crítico de Classic Rock consideró Red "un paseo por un pasillo sin luz y un contrapeso infeliz y feroz a los retozos de los comienzos de King Crimson", y lo describió como "oscuro, melancólico y cargado de secciones fuertemente distorsionadas y una vibración decididamente melancólica".
Como la mayor parte del catálogo de King Crimson, Red ha sido reeditado en numerosas ocasiones desde 1974. Publicado por primera vez en disco compacto en 1986, también ha sido editado como parte de la serie "Definitive Edition" en 1989, y de la serie "30th Anniversary Edition" en 1999. En 2009, Red fue elegido, junto con In the Court of the Crimson King y Lizard, para lanzar la serie "40th Anniversary Edition". Como parte de esta serie, cada álbum se presentó en un paquete de CD/DVD-A, con nuevas mezclas estéreo y surround 5.1 realizadas por Steven Wilson. Sin embargo, a diferencia de las otras ediciones de la serie, Red se lanzó sin una nueva mezcla estéreo. En 2013, Wilson y Fripp crearon una nueva mezcla estéreo para la caja The Road To Red, que también se publicó por separado como parte de un paquete de 2 CD.
En 2024 el álbum fue reeditado en una versión especial 50 Aniversario. Comprende 20 temas, entre los que se encuentran remezclas estéreo del álbum original, demos y versiones instrumentales. 

## Legado
En 2001, la revista Q incluyó a Red entre los "50 álbumes más pesados de todos los tiempos" y Pitchfork lo situó en el número 72 de su lista de los "100 mejores álbumes de la década de 1970", afirmando que "para ser una banda que estaba a punto de escindirse, la música de King Crimson suena extraordinariamente unitaria. En Red, lograron un notable equilibrio entre la brutalidad aplastante y la complejidad cerebral." Rolling Stone clasificó al álbum en el número 15 de su lista de los 50 mejores álbumes de rock progresivo de todos los tiempos.
"Red" también fue clasificada como la vigésima mejor canción de rock progresivo de todos los tiempos por PopMatters, así como la número 87 en la lista de Rolling Stone de "Las 100 mejores canciones de guitarra." Red ha sido considerada como muy influyente en el desarrollo del metal de vanguardia y el math rock. El líder de Nirvana, Kurt Cobain, dijo que Red influyó en el sonido de su álbum In Utero.

Los musicólogos Eric Tamm y Edward Macan consideran que Red, en particular el tema "Starless", es lo más destacado de la producción discográfica de King Crimson. "Starless" suena en los títulos iniciales de la película de terror de 2018 Mandy.
Revisar puntajes

## Lista de temas
Lado A
1. "Red" (6:20) (Fripp)
2. "Fallen Angel" (6:03) (Fripp/Palmer-James/Wetton)
3. "One More Red Nightmare" (7:08) (Fripp/Wetton)

Lado B
1. "Providence" (8:08) (Bruford/Cross/Fripp/Wetton) [grabado en vivo en Providence, Estados Unidos, el 30 de junio de 1974]
2. "Starless" (12:18) (Bruford/Cross/Fripp/Palmer-James/Wetton)

## Personal

### King Crimson
- Robert Fripp – guitarra eléctrica (en todos los temas), guitarra acústica (2), melotrón (2, 4, 5), Hohner pianet (3, 4, 5)
- John Wetton – bajo (en todos los temas) y voz (2, 3, 5)
- Bill Bruford (acreditado como Willian Bruford)[28] - batería (en todos los temas) y percusión (3-5)

### Músicos adicionales
- David Cross – violín en "Providence", Mellotron
- Mel Collins – saxofón soprano en "Starless"
- Ian McDonald – saxofón alto en "One More Red Nightmare" y "Starless"
- Robin Miller – oboe en "Fallen Angel"
- Marc Charig – corneta en "Fallen Angel"

### Producción
- King Crimson – producción, arreglos
- George Chkiantz – grabación, ingeniería
- Rod Thear – Grabación, Asistente de ingeniería
- Chris, Tex, Harvey and Peter Walmsley – equipamiento
- John Kosh – portada
- Gered Mankowitz – fotografía

### Otros
- Richard Palmer-James – letras (excepto la de "One More Red Nightmare", que fue escrita por Wetton)